# 林飞雄故居
林飞雄故居，位于中国广东省湛江市徐闻县下洋镇地塘村，为徐闻县的一个县级文物保护单位，类型为近现代重要史迹及代表性建筑，公布时间为1990年9月6日。
林飞雄故居的历史年代为民国。